# Alfred Edward Chalon

Jovem moça lendo uma carta

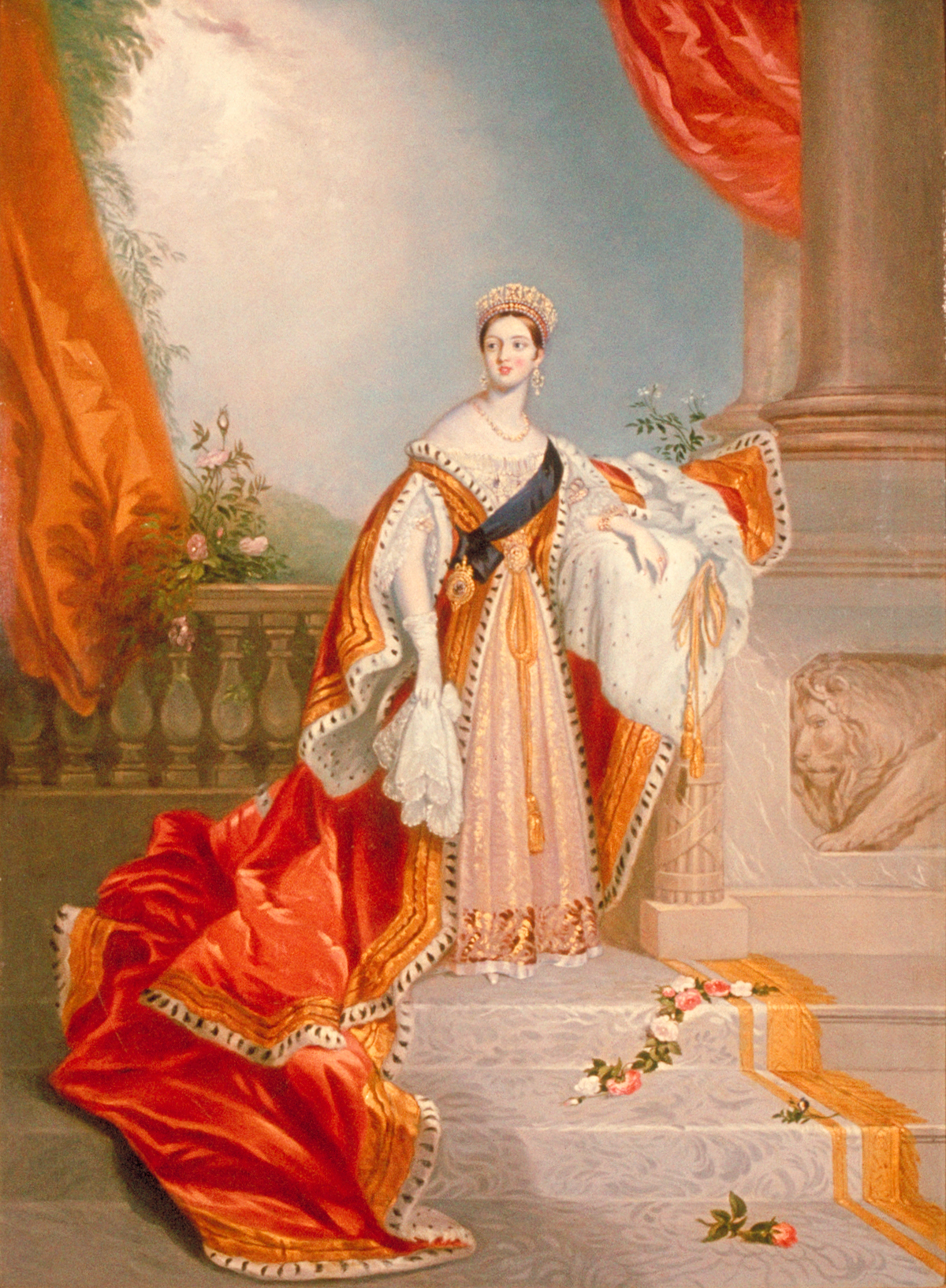
Retrato da Rainha Vitória, provavelmente uma cópia do original de Chalon

Alfred Edward Chalon RA (15 de fevereiro de 1780 – 3 de outubro de 1860) foi um pintor de retratos suíço. Ele viveu em Londres, onde chegou a ser nomeado Pintor de Retratos em Aquarela da rainha Vitória.

## Biografia
Alfred nasceu em Genebra, na Suíça, mas ele e sua família se mudaram para a Inglaterra após seu pai conseguir um cargo de docência na Real Academia Militar de Sandhurst.
Junto com seu irmão,  John James Chalon (1778-1854), Alfred decidiu tornar-se um artista. Ele foi aceito na Escola de Artes da Academia Real Inglesa em 1797 e tornou-se membro do Associated Artists in Water-Colours, um grupo de aquarelistas. Na Academia ele foi eleito associado (ARA) em 1812 e depois acadêmico (RA) em 1816.
Conhecido por seus retratos da elite londrina, ele foi escolhido pela rainha Vitória para fazer uma pintura — retratando a rainha em seu traje real dirigindo-se à Câmara dos Lordes para seu primeiro ato oficial: a prorrogação do Parlamento em 17 de julho de 1837 — com a qual ela presentearia sua mãe,  Vitória de Saxe-Coburgo-Koháry. Após essa tarefa, que foi a primeira pintura da rainha após sua ascensão ao trono, Alfred recebeu o título de Pintor de Retratos em Aquarela de Sua Majestade e ganhou notoriedade. Tal retrato foi gravado por Samuel Cousins em estampas que foram distribuídas ao público no dia da coroação de Vitória, 28 de junho de 1838. Começando em 1851, vários selos postais britânicos foram feitos tomando como inspiração o retrato de Alfred, incluindo a série de selos da Cabeça de Chalon.
Alfred morreu em 3 de outubro de 1860, em Campden Hill, Kensington, aos 80 anos.